# Estádio José Olímpio da Rocha
O Estádio José Olímpio da Rocha é um estádio de futebol brasileiro, localizado na cidade de Águia Branca, no estado do Espírito Santo. É pertencente ao Real Noroeste.
O nome do estádio é em homenagem a José Olímpio da Rocha, pai de Flaris Olímpio da Rocha, presidente do Real Noroeste. Seu pai foi o maior inspirador para criação do clube.